# 朱仕琇
朱仕琇（1715年—1780年），字斐瞻，號梅崖。福建建宁人。朱仕玠之弟。

## 生平
乾隆九年（1744年），中福建乡试第一名举人。乾隆十三年（1748年），中进士，选庶吉士。曾任山东夏津县知县、福宁府学教授。后主讲鳌峰书院。
朱仕琇著有 《梅崖文集》。

## 延伸阅读
[在维基数据编辑]
 《清史稿·卷485》，出自趙爾巽《清史稿》